# 1974-es labdarúgó-világbajnokság-selejtező (UEFA – 6. csoport)
Az 1974-es labdarúgó-világbajnokság európai 6. selejtezőcsoportjának mérkőzéseit, és a csoport végeredményét tartalmazó lapja. A csoportban körmérkőzéses, oda-visszavágós rendszerben játszottak egymással a labdarúgó-válogatottak. A selejtezőket 1972. március 29. és 1973. november 18. között rendezték. A csoport győztese automatikus résztvevője lett az 1974-es labdarúgó-világbajnokságnak.
A csoportban Bulgária, Ciprus, Észak-Írország és Portugália szerepelt.
Bulgária jutott ki az 1974-es világbajnokságra.

## Tabella
| Hely. | Csapat         | M | Gy | D | V | G+ | G– | Gk  | P  | Továbbjutás                          |     | Bulgária | Portugália | Észak-Írország | Ciprusi Köztársaság |
| ----- | -------------- | - | -- | - | - | -- | -- | --- | -- | ------------------------------------ | --- | -------- | ---------- | -------------- | ------------------- |
| 1.    | Bulgária       | 6 | 4  | 2 | 0 | 13 | 3  | +10 | 10 | Kijutott az 1974-es világbajnokságra |     | —        | 2–1        | 3–0            | 2–0                 |
| 2.    | Portugália     | 6 | 2  | 3 | 1 | 10 | 6  | +4  | 7  |                                      |     | 2–2      | —          | 1–1            | 4–0                 |
| 3.    | Észak-Írország | 6 | 1  | 3 | 2 | 5  | 6  | −1  | 5  |                                      | 0–0 | 1–1      | —          | 3–0            |                     |
| 4.    | Ciprus         | 6 | 1  | 0 | 5 | 1  | 14 | −13 | 2  |                                      | 0–4 | 0–1      | 1–0        | —              |                     |

## Mérkőzések
| 1972. március 29. |

| Portugália                                                 | 4–0         | Ciprus |
| ---------------------------------------------------------- | ----------- | ------ |
| Humberto Coelho 7' Nené 17' Artur Jorge 46' Rui Jordão 81' | Jegyzőkönyv |        |

| Estádio da Luz, Lisszabon Nézőszám: 5801 Játékvezető: Vital Loraux (belga) |

| 1972. május 10. |

| Ciprus | 0–1         | Portugália      |
| ------ | ----------- | --------------- |
|        | Jegyzőkönyv | Chico Faria 36' |

| GSZP Stadion, Nicosia Nézőszám: 7643 Játékvezető: Chevorc Ghemigean (román) |

| 1972. október 18. |

| Bulgária                                      | 3–0         | Észak-Írország |
| --------------------------------------------- | ----------- | -------------- |
| Bonev 18' (11-esből) 85' (11-esből) Kolev 53' | Jegyzőkönyv |                |

| Leszki Stadion, Szófia Nézőszám: 40 000 Játékvezető: Gerhard Schulenburg (nyugatnémet) |

| 1972. november 19. |

| Ciprus | 0–4         | Bulgária                            |
| ------ | ----------- | ----------------------------------- |
|        | Jegyzőkönyv | Mihajlov 2' Denev 15' Bonev 17' 80' |

| Cirio Stadion, Limassol Nézőszám: 57 311 Játékvezető: Concetto Lo Bello (olasz) |

| 1973. február 14. |

| Ciprus      | 1–0         | Észak-Írország |
| ----------- | ----------- | -------------- |
| Antoníu 88' | Jegyzőkönyv |                |

| GSZP Stadion, Nicosia Nézőszám: 5328 Játékvezető: Aurel Bentu (román) |

| 1973. március 28. |

| Észak-Írország | 1–1         | Portugália             |
| -------------- | ----------- | ---------------------- |
| O'Neill 18'    | Jegyzőkönyv | Eusébio 84' (11-esből) |

| Highfield Road, Coventry Nézőszám: 11 238 Játékvezető: Paul Schiller (osztrák) |

| 1973. május 2. |

| Bulgária            | 2–1         | Portugália |
| ------------------- | ----------- | ---------- |
| Denev 38' Bonev 60' | Jegyzőkönyv | Nené 74'   |

| Leszki Stadion, Szófia Nézőszám: 49 300 Játékvezető: Milivoje Gugulović (jugoszláv) |

| 1973. május 8. |

| Észak-Írország             | 3–0         | Ciprus |
| -------------------------- | ----------- | ------ |
| Morgan 4' Anderson 32' 44' | Jegyzőkönyv |        |

| Craven Cottage, London Nézőszám: 6090 Játékvezető: Iorwerth Jones (walesi) |

| 1973. szeptember 26. |

| Észak-Írország | 0–0         | Bulgária |
| -------------- | ----------- | -------- |
|                | Jegyzőkönyv |          |

| Hillsborough, Sheffield Nézőszám: 6292 Játékvezető: Rolf Nyhus (norvég) |

| 1973. október 13. |

| Portugália              | 2–2         | Bulgária      |
| ----------------------- | ----------- | ------------- |
| Quaresma 48' Simões 89' | Jegyzőkönyv | Bonev 56' 65' |

| Estádio da Luz, Lisszabon Nézőszám: 13 000 Játékvezető: Jack Taylor (angol) |

| 1973. november 14. |

| Portugália     | 1–1         | Észak-Írország |
| -------------- | ----------- | -------------- |
| Rui Jordão 34' | Jegyzőkönyv | O'Kane 68'     |

| Estádio José Alvalade, Lisszabon Nézőszám: 6713 Játékvezető: Pablo Sánchez Ibáñez (spanyol) |

| 1973. november 18. |

| Bulgária           | 2–0         | Ciprus |
| ------------------ | ----------- | ------ |
| Kolev 2' Denev 65' | Jegyzőkönyv |        |

| Leszki Stadion, Szófia Nézőszám: 17 000 Játékvezető: Iván Pláček (csehszlovák) |